# Friedrich Wilhelm Schütze (Forstwirt)

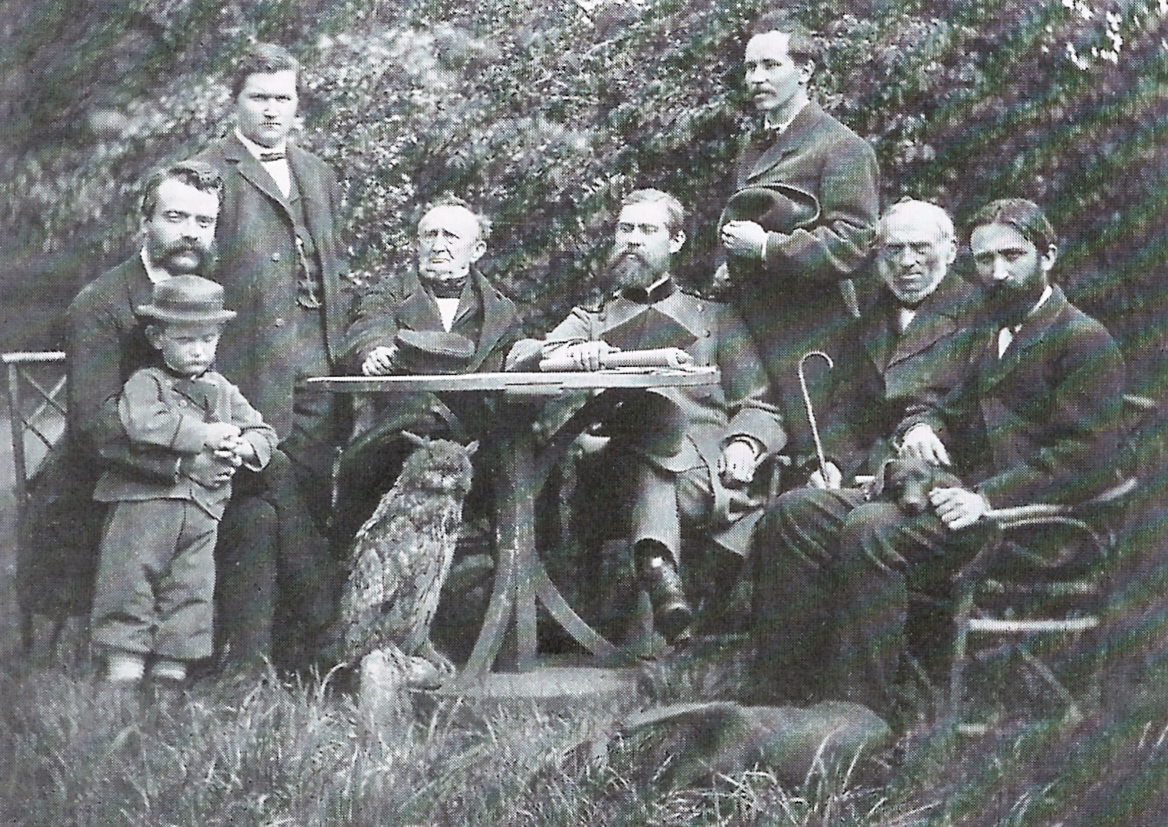
Friedrich Wilhelm Schütze (1.v.r.) im Kreise seiner Lehrerkollegen der Forstakademie Eberswalde (v.r.): Friedrich Wilhelm Schütze, Wilhelm Schneider, Adolf Remelé, Bernhard Danckelmann, Julius Theodor Christian Ratzeburg und Robert Hartig mit Peter Danckelmann im Arm. Aufnahme von Adolf Remelé, ca. 1868.

Friedrich Wilhelm Schütze (* 11. Juni 1840 in Berlin; † 5. Mai 1880 in Eberswalde) war ein deutscher Forstwirt und Chemiker.
Er lehrte als Lehrer an der Königlichen Forstakademie zu Eberswalde in der chemisch-physikalischen (bodenkundlichen) Abteilung. Sein Nachfolger wurde 1879 Konstantin Councler.